# 横山武夫
横山 武夫（よこやま たけお、1901年12月15日 - 1989年8月22日）は昭和時代日本の歌人、作詞家。元青森県副知事、青森県立図書館館長。

## 生涯
1901年（明治34年）、青森市で日本鉄道（のち鉄道院→鉄道省を経て国鉄）職員の家庭に生まれる。1915年（大正6年）に有志で短歌誌『樹焔』を創刊し若山牧水、太田水穂らの寄稿・指導を受けた。旧制青森中学校を経て1924年（大正13年）に慶應義塾大学経済学部を卒業。青森へ帰郷後、県内の旧制中学校各校で教員を務める傍ら1928年（昭和3年）に短歌誌『羅漢柏』（アスナロ）を創刊、自ら主宰する。
1946年（昭和21年）に旧制青森中学校校長を退職後、県教育次長を経て津島文治知事に請われ、副知事に就任する。副知事在職中は十和田国立公園指定15周年記念事業として高村光太郎に記念像の作成を依頼し、1953年（昭和28年）に「乙女の像」が建てられた。副知事退任後は青森県立図書館長に就任し、青森県文化振興会議会長、青森県文化財保護協会会長、棟方志功記念館館長などを歴任した。また、作詞家として元県立弘前高校音楽教諭の木村繁とのコンビで2代目「青森市民歌」を始め、県内各校の校歌を数多く手掛けている。
1989年（平成元年）8月22日死去。享年89（満87歳没）。東奥日報社が主宰する県短歌大会では1947年（昭和22年）から亡くなるまで42年にわたり選者を務めていた。青森市内では市立造道小学校に「山は呼ぶ」、諏訪神社に「山を仰ぐ」の詩碑がそれぞれ建てられている。

## 著作
- 笹森儀助翁伝（今泉書店、1934年）
- わが心の人々（津軽書房、1969年）
- わが心の島木赤彦 上・下（津軽書房、1981年 - 1982年）

### 歌集
- 山上湖（青森国士会、1947年）
- 太陽光（津軽書房、1972年）

### 作詞
- 青森市民歌（2代目、作曲：木村繁）
- 板柳町民歌「知恵と大和」（作曲：木村繁）[3]